# Aith (Shetland)

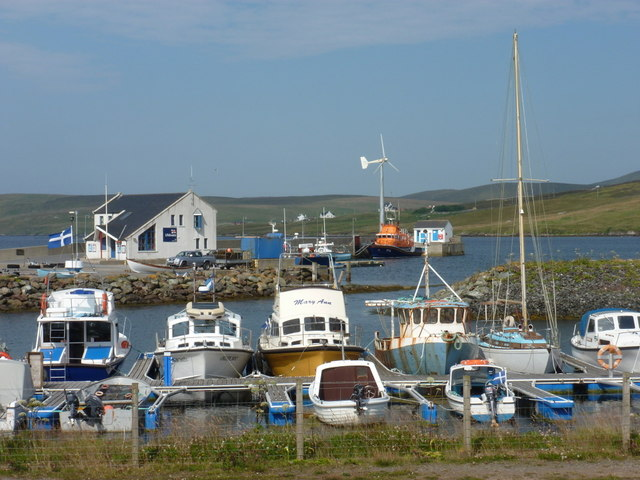
Am Hafen von Aith

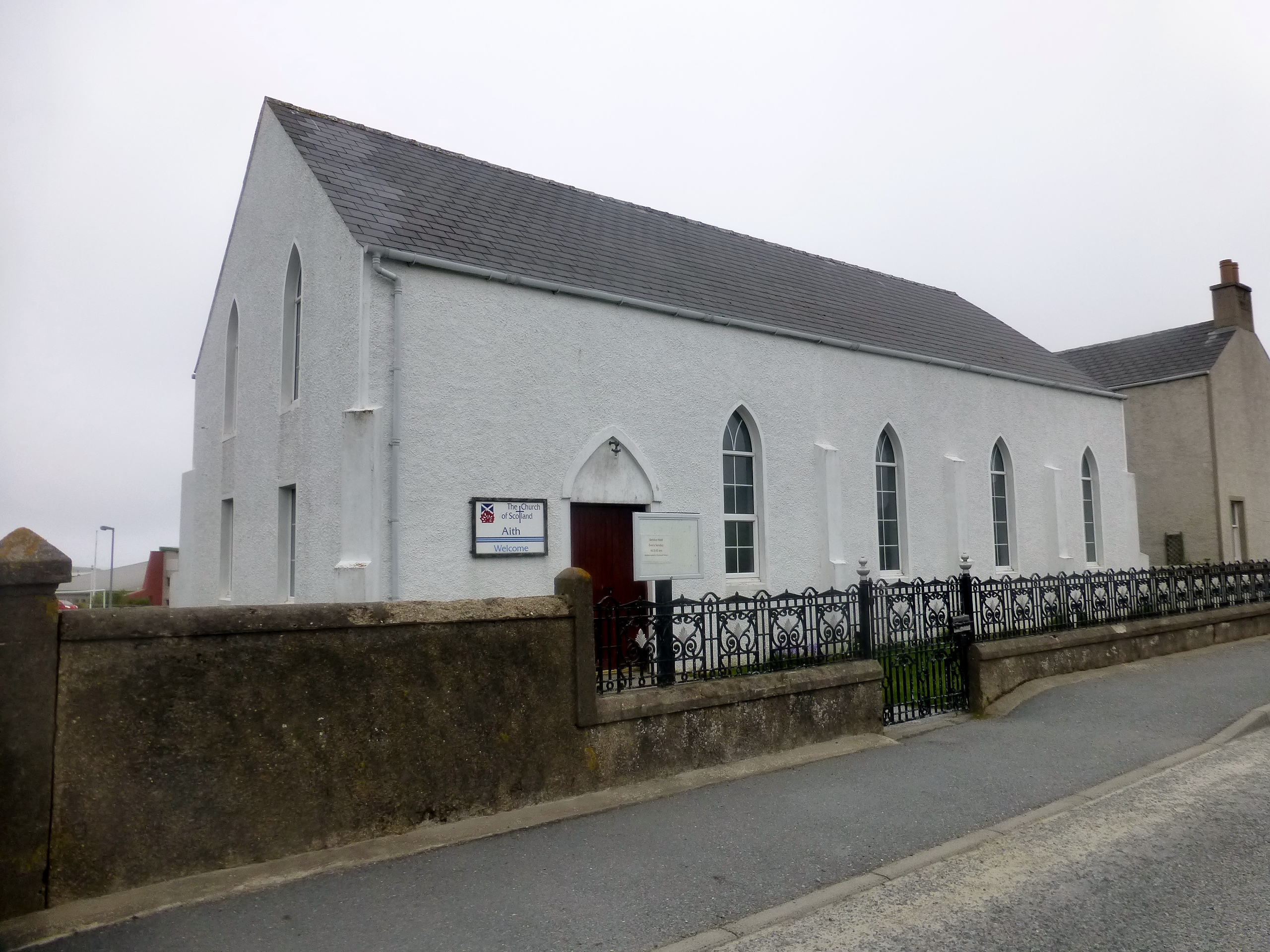
Die Kirche von Aith

Aith ist eine Ortschaft, die in Schottland im Westen der Shetlandinseln liegt.

## Geographie
Aith ist eine Ortschaft mit einem Hafen, der, außer von Fischerbooten, auch als Marina genutzt wird. Es liegt an der nördlichen Küste des westlichen Mainlands am südlichen Ende der Bucht Aith Voe. Ortschaften in der Nähe sind Braewick im Norden und Twatt im Südwesten.

## Historisches
Im Rahmen der historischen Gliederung Schottlands in Civil Parishes zählt Aith zu Sandsting. Die Kirche von Aith ist 1997 als Listed Building der Kategorie C eingestuft worden.